# Sylwester Szmyd
Sylwester Szmyd (født 2. marts 1978) er en tidligere polsk landevejscykelrytter. Han blev professionel i 2002, og har i løbet af sin karriere kørt for blandt andet Lampre-Caffita, Liquigas, Movistar Team, og sidst i karrieren for kontinentalholdet CCC–Sprandi–Polkowice. 

## Grand Tours
| Grand Tour      | 2002 | 2003 | 2004 | 2005 | 2006 | 2007 | 2008 | 2009 | 2010 | 2011 | 2012 | 2013 | 2014 | 2015 |
| --------------- | ---- | ---- | ---- | ---- | ---- | ---- | ---- | ---- | ---- | ---- | ---- | ---- | ---- | ---- |
| Giro d'Italia   | 44   | 24   | 43   | 64   | 19   | 28   | 23   | 43   | 60   | 82   | 28   | —    | —    | 45   |
| Tour de France  | —    | —    | —    | —    | —    | —    | 27   | —    | 61   | 42   | 71   | —    | —    | —    |
| Vuelta a España | 29   | —    | 74   | 24   | 14   | 25   | —    | 17   | —    | —    | —    | 45   | —    | —    |